# MVP de la Copa del Rey de baloncesto
El MVP de la Copa del Rey de baloncesto es un premio otorgado por la ACB al jugador más valioso de cada edición de la Copa del Rey. El premio se otorga al término del campeonato, desde la edición de 1990.
El jugador con más títulos es Rudy Fernández con 3 distinciones, defendiendo las camisetas del Club Joventut de Badalona (2004 y 2008) y del Real Madrid Baloncesto (2015). Además, en la edición de 2004, se convirtió en el cuarto premiado sin ser su equipo campeón. Antes de él, fueron premiados sin ganar el título: Juan Antonio Orenga (1991), Joe Arlauckas (1993) y Velimir Perasović (1994).
El francés Thomas Heurtel es el único jugador en ganar el premio en dos ediciones consecutivas (2018 y 2019).

## Ganadores

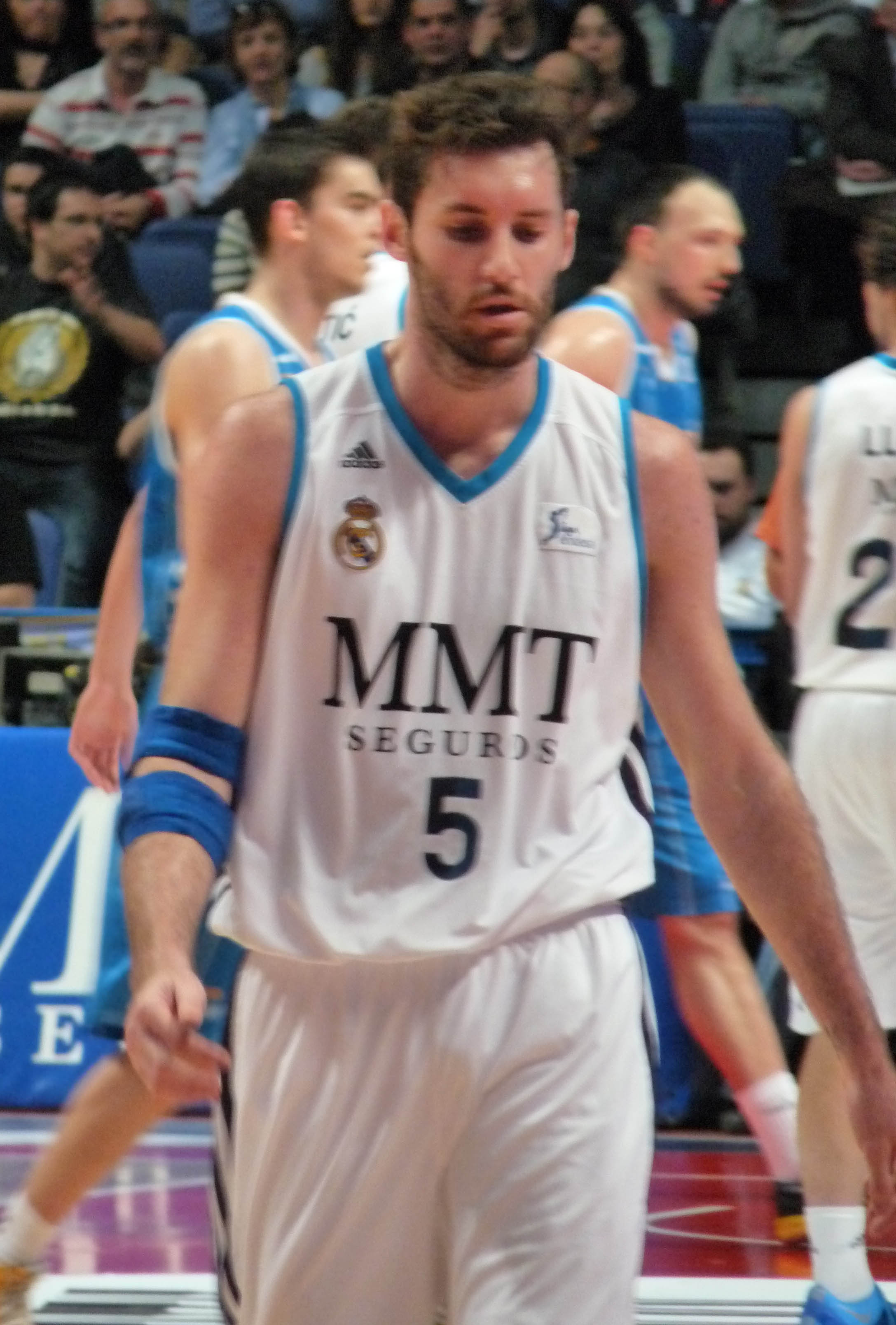
Rudy Fernández es el jugador con más títulos (3).

|  | Indica que ese año el MVP fue para un jugador del equipo no campeón |

| Temp. | Jugador              | Equipo                    | PPP   | Ref.   |
| ----- | -------------------- | ------------------------- | ----- | ------ |
| 1990  | Mark Davis           | CAI Zaragoza              | 31,6  | [ 5 ]  |
| 1991  | Juan Antonio Orenga  | Estudiantes Caja Postal   | 5,6   | [ 6 ]  |
| 1992  | John Pinone          | Estudiantes Caja Postal   | 10,6  | [ 7 ]  |
| 1993  | Joe Arlauckas        | Taugrés Baskonia          | 31    | [ 8 ]  |
| 1994  | Velimir Perasović    | Taugrés Baskonia          | 27,3  | [ 9 ]  |
| 1995  | Pablo Laso           | TAUgres Vitoria           | 13,3  | [ 10 ] |
| 1996  | Joan Creus           | TDK Manresa               | 13,5  | [ 11 ] |
| 1997  | Andre Turner         | Festina Joventut          | 25,6  | [ 12 ] |
| 1998  | Nacho Rodilla        | Pamesa Valencia           | 15,6  | [ 13 ] |
| 1999  | Elmer Bennett        | TAU Ceramica              | 16,3  | [ 14 ] |
| 2000  | Alfonso Reyes        | Adecco Estudiantes        | 17,6  | [ 15 ] |
| 2001  | Pau Gasol            | F.C. Barcelona            | 18    | [ 16 ] |
| 2002  | Dejan Tomašević      | TAU Ceramica              | 15,6  | [ 17 ] |
| 2003  | Dejan Bodiroga       | F.C. Barcelona            | 17    | [ 18 ] |
| 2004  | Rudy Fernández       | DKV Joventut              | 15,33 | [ 3 ]  |
| 2005  | Jorge Garbajosa      | Unicaja                   | 15,6  | [ 19 ] |
| 2006  | Pablo Prigioni       | TAU Cerámica              | 6     | [ 20 ] |
| 2007  | Jordi Trias          | Winterthur F.C. Barcelona | 14,6  | [ 21 ] |
| 2008  | Rudy Fernández (2)   | DKV Joventut              | 21,6  | [ 22 ] |
| 2009  | Mirza Teletović      | TAU Cerámica              | 13,3  | [ 23 ] |
| 2010  | Fran Vázquez         | Regal F.C. Barcelona      | 12    | [ 24 ] |
| 2011  | Alan Anderson        | Regal F.C. Barcelona      | 13,7  | [ 25 ] |
| 2012  | Sergio Llull         | Real Madrid               | 16    | [ 26 ] |
| 2013  | Pete Mickeal         | F.C. Barcelona Regal      | 15    | [ 27 ] |
| 2014  | Nikola Mirotić       | Real Madrid               | 16,3  | [ 28 ] |
| 2015  | Rudy Fernández (3)   | Real Madrid               | 14,6  | [ 2 ]  |
| 2016  | Gustavo Ayón         | Real Madrid               | 13,7  | [ 29 ] |
| 2017  | Sergio Llull (2)     | Real Madrid               | 22,3  | [ 30 ] |
| 2018  | Thomas Heurtel       | FC Barcelona Lassa        | 18,3  | [ 31 ] |
| 2019  | Thomas Heurtel (2)   | Barça Lassa               | 16    | [ 4 ]  |
| 2020  | Facundo Campazzo     | Real Madrid               | 13,6  | [ 32 ] |
| 2021  | Cory Higgins         | Barça                     | 19    | [ 33 ] |
| 2022  | Nikola Mirotić (2)   | Barça                     | 23    | [ 34 ] |
| 2023  | Tyson Carter         | Unicaja                   | 10,6  | [ 35 ] |
| 2024  | Facundo Campazzo (2) | Real Madrid               | 14    | [ 36 ] |
| 2025  | Kendrick Perry       | Unicaja Málaga            | 14    | [ 37 ] |

## Más galardones
| Premios | Jugador          |
| ------- | ---------------- |
| 3       | Rudy Fernández   |
| 2       | Sergio Llull     |
| 2       | Thomas Heurtel   |
| 2       | Nikola Mirotić   |
| 2       | Facundo Campazzo |